# مقبس 7 الممتاز
مقبس 7 الممتاز (بالإنجليزية: Super socket 7) وهو مقبس طورته شركة إي أم دي من مقبس 7, ويستخدم من قبل معالجات إي أم دي كي 6 2 وإي أم دي كي 6 III من شركة إي أم دي ومعالجات سيركس أم II وغيرها، وباستطاعة المعالجات القاديمة المستخدمة لمقبس 7 أن تستخدم هذا المقبس. أم المعالجات الجديدة المستخدمة لهذا المقبس ليس باستطاعتها استخدام المقابس القديم. وباستطاع المعالجات المستخدمة لمقبس 5 أن تعمل على هذى المقبس إذا قامت الشركة المصنعة للوحات الأم بتوفير الجهد الكهربائي المستلزم لهذه المعالجات.
وبينما كانت شركة إي أم دي تستخدم مقابس من إنتاج شركة إنتل, كان مقبس 7 آخر مقبس إستخدمته من تلك الشركة. وبإيقاف تطوير إنتل لمقبس 7 تأملت أن تبقى إي أم دي متأخرة عنه لعدم استخدامها لشق 1 لتصبح معالجات شركة إنتل بلا منافس. فبتطوير سرعة الأف أس بي من 66 هرتز و 100 MHz أمنت إي أم دي الحال المطلوب في حين إنتاجها لشق إي الخاص بها.
و لأن كانت هذه التكنولوجيا رخيصة، قامت شركات المنتجة لمجموعة الشرائح مثل فيا تكنولوجيز وسيس (SiS) بإنتاج مجموعات شرائح لهذا المقبس ذات جودة منخفضة خاصة في ما يتعلق بمنفذ الرسوميات السريع, مما حثّ إي أم دي أن تبدأ ببرنامج تأمين الجودة لمعالجاتها الجديدة من نوع آثلون.